# Daphniphyllum griffithianum
Daphniphyllum griffithianum är en tvåhjärtbladig växtart som först beskrevs av Robert Wight, och fick sitt nu gällande namn av Henry John Noltie. Daphniphyllum griffithianum ingår i släktet Daphniphyllum och familjen Daphniphyllaceae. Inga underarter finns listade i Catalogue of Life.